# Бріс Роже
Бріс Роже (9 серпня 1990 , Бур Сен Морис ) — французький гірськолижник, що спеціалізується на швидкісному спуску та супергіганті. У кубку світу двадцятирічний спортсмен дебютував у січні 2011 року.
Роже потрапив до складу збірної Франції на зимових Олімпійських іграх 2014 року, але під час тренування порвав передню хрестоподібну зв'язку і не вийшов на старт. Він взяв участь у зимових Олімпійських іграх 2018 року і посів 8-ме місце в швидкісному спуску.

## Результати в Кубку світу
Усі результати наведено за даними Міжнародної федерації лижного спорту.

### Підсумкові місця в Кубку світу за роками
| Сезон | Вік | Загальний залік | Слалом | Гігантський слалом | Супергігант | Швидкісний спуск | Гірськолижна комбінація |
| ----- | --- | --------------- | ------ | ------------------ | ----------- | ---------------- | ----------------------- |
| 2012  | 21  | 118             | —      | —                  | —           | 51               | 35                      |
| 2013  | 22  | 76              | —      | —                  | —           | 30               | 25                      |
| 2014  | 23  | 76              | —      | —                  | 35          | 34               | —                       |
| 2015  | 24  | 49              | —      | —                  | 15          | 45               | —                       |
| 2016  | 25  | 118             | —      | —                  | 50          | 46               | —                       |
| 2017  | 26  | 93              | —      | —                  | 38          | 33               | —                       |
| 2018  | 27  | 38              | —      | —                  | 21          | 15               | —                       |
| 2019  | 28  | 60              | —      | —                  | 17          | 33               | —                       |

### Результати за дисципліною
| Дисципліна              | Виступів у КС | Топ-30 КС | Топ-15 КС | Топ-5 КС | П'єдестали КС | Найкращий результат             | Найкращий результат                     | Найкращий результат |
| Дисципліна              | Виступів у КС | Топ-30 КС | Топ-15 КС | Топ-5 КС | П'єдестали КС | Дата                            | Місце проведення                        | Місце               |
| ----------------------- | ------------- | --------- | --------- | -------- | ------------- | ------------------------------- | --------------------------------------- | ------------------- |
| Слалом                  | 1             | 0         | 0         | 0        | 0             | 27 січня 2013                   | Кіцбюель (Австрія)                      | НФ                  |
| Гігантський слалом      | 0             | 0         | 0         | 0        | 0             |                                 |                                         |                     |
| Супергігант             | 32            | 15        | 7         | 2        | 2             | 19 березня 2015 11 березня 2018 | Мерібель (Франція) Квітф'єлл (Норвегія) | 3-тє                |
| Швидкісний спуск        | 50            | 29        | 7         | 0        | 0             | 20 січня 2018                   | Кіцбюель (Австрія)                      | 7-ме                |
| Гірськолижна комбінація | 7             | 2         | 0         | 0        | 0             | 5 лютого 2012                   | Шамоні (Франція)                        | 20-те               |
| Загалом                 | 90            | 46        | 14        | 2        | 2             |                                 |                                         |                     |

- Станом на 27 січня 2019

### П'єдестали в окремих заїздах
- 2 п'єдестали – (2 СГ)

| Сезон | Дата            | Місце проведення     | Дисципліна  | Місце |
| ----- | --------------- | -------------------- | ----------- | ----- |
| 2015  | 19 березня 2015 | Мерібель (Франція)   | Супергігант | 3-тє  |
| 2018  | 11 березня 2018 | Квітф'єлл (Норвегія) | Супергігант | 3-тє  |

## Результати на чемпіонатах світу
Усі результати наведено за даними Міжнародної федерації лижного спорту.
| Рік  | Вік | Слалом | Гігантський слалом | Супергігант | Швидкісний спуск | Гірськолижна комбінація |
| ---- | --- | ------ | ------------------ | ----------- | ---------------- | ----------------------- |
| 2013 | 22  | —      | —                  | —           | 15               | НФ1                     |
| 2015 | 24  | —      | —                  | 12          | —                | —                       |
| 2017 | 26  | —      | —                  | 18          | 10               | —                       |
| 2019 | 28  | —      | —                  | 7           | 19               | —                       |

## Результати на Олімпійських іграх
Усі результати наведено за даними Міжнародної федерації лижного спорту.
| Рік  | Вік | Слалом | Гігантський слалом | Супергігант | Швидкісний спуск | Гірськолижна комбінація |
| ---- | --- | ------ | ------------------ | ----------- | ---------------- | ----------------------- |
| 2018 | 27  | —      | —                  | 19          | 8                | —                       |